# C/1652 Y1
C/1652 Y1是一颗肉眼观测到的彗星，由扬·范·里贝克（Jan van Riebeeck）发现。1652年12月16日，荷兰观察员在伯南布哥（巴西）首次发现。
截至2008年6月，这颗彗星距离太阳约280天文单位（由于轨道暂未确定，所以取近似值）。